# 김민성 (2006년)
김민성(2006년 3월 20일 ~ )은 대한민국의 축구 선수로, 포지션은 공격수이다. 현재 중앙대학교에 재학중이다.